# Кравець (серіал, 2023)
«Кравець» (тур. Terzi) — оригінальний турецький інтернет-серіал 2023 року від Netflix у жанрі драми, створений компанією OGM Pictures. В головних ролях — Чагатай Улусой, Шифанур Гюль, Саліх Бадемчі. Перший сезон вийшов 2 травня 2023 року. Серіал має 3 сезони. Завершився 23-м епізодом, який вийшов у ефір 3 листопада 2023 року.

## Сюжет

### сезон 1
Відомий кравець починає шити весільну сукню для нареченої свого найкращого друга. Але всі троє приховують власні темні секрети, які незабаром перевернуть їхні життя.

### сезон 2
Пеямі стикається з новими проблемами, а його дружба з Димитрієм випробовується на міцність. Есвет проводить більше часу з Мустафою, у житті якого з’являється нова жінка.

### сезон 3
Почуття Пеямі до Есвет посилюються. Він постає перед складним вибором: кохання його життя чи давня дружба з Димитрієм.

## Актори та персонажі
| Актор               | Роль           |
| ------------------- | -------------- |
| Чагатай Улусой      | Пеямі Вівер    |
| Шифанур Гюль        | Есвет / Фірузе |
| Саліх Бадемчі       | Димитрій       |
| Олгун Шимшек        | Мустафа        |
| Беррак Тюзюнатач    | Джемре         |
| Енгін Сенкан        | Деде           |
| Еврім Аласья        | Кіраз          |
| Едже Сукан          | Сюзі(Сюзан)    |
| Ведат Ерінчін       | Арі            |
| Джеліле Тойон       | Сулюн          |
| Ліла Гюрмен         | Лія            |
| Мурат Кіліч         | Фарук          |
| Зейнеп Озюрт Тархан | Ірині          |

## Сезони
| Сезон | Епізоди | Епізоди | Оригінальний показ | Оригінальний показ | Оригінальний показ |
| Сезон | Епізоди | Епізоди | Перший показ       | Останній показ     | Мережа             |
| ----- | ------- | ------- | ------------------ | ------------------ | ------------------ |
| 1     | 7       | 7       | 2 травня 2023      | 2 травня 2023      | Netflix            |
| 2     | 8       | 8       | 28 липня 2023      | 28 липня 2023      | Netflix            |
| 3     | 8       | 8       | 3 листопада 2023   | 3 листопада 2023   | Netflix            |

## Список серій

### Сезон 1 (2023)
| № | # | Назва                  | Режисер | Сценарист | Перший ефір у США |
| --- | - | ---------------------- | ------- | --------- | ----------------- |
| 1 | 1 | «Епізод 1» «Episode 1» | -       | -         | 2 травня 2023     |
| Після болісного візиту до рідного міста відомий кравець повертається до Стамбула з таємницею. Тим часом його найкращий друг приховує власний секрет.    |   |                        |         |           |                   |
| 2 | 2 | «Епізод 2» «Episode 2» | -       | -         | 2 травня 2023     |
| Есвет утікає, і спустошений Димитрій прохає Пеямі про допомогу. Сулюн наполягає на шлюбі Фірузе з Мустафою, але Пеямі виступає проти своєї бабусі.      |   |                        |         |           |                   |
| 3 | 3 | «Епізод 3» «Episode 3» | -       | -         | 2 травня 2023     |
| Під час вечері у Пеямі між двома родинами спалахує конфлікт. Недбалість Фірузе може призвести до катастрофи для Пеямі.                                  |   |                        |         |           |                   |
| 4 | 4 | «Епізод 4» «Episode 4» | -       | -         | 2 травня 2023     |
| Димитрій гнівається на Фарука після повторної втечі Есвет. Фірузе погоджується на пропозицію Сулюн. Пеямі дізнається правду про Фірузе.                 |   |                        |         |           |                   |
| 5 | 5 | «Епізод 5» «Episode 5» | -       | -         | 2 травня 2023     |
| Сумніви Димитрія створюють складнощі для Пеямі й спонукають його вдатися до рішучих дій. Під час примірки сукні між Фірузе й Пеямі спалахує пристрасть. |   |                        |         |           |                   |
| 6 | 6 | «Епізод 6» «Episode 6» | -       | -         | 2 травня 2023     |
| Розмова з Лією підтверджує підозри Сулюн щодо Фірузе. Димитрій дізнається, чому насправді Арі так наполегливо шукає Есвет.                              |   |                        |         |           |                   |
| 7 | 7 | «Епізод 7» «Episode 7» | -       | -         | 2 травня 2023     |
| Есвет дізнається про таємне життя Пеямі. До нього додому приходить Димитрій. Напружена суперечка на фермі закінчується жахливою трагедією.              |   |                        |         |           |                   |

### Сезон 2 (2023)
| № | # | Назва                  | Режисер | Сценарист | Перший ефір у США |
| --- | - | ---------------------- | ------- | --------- | ----------------- |
| 8 | 1 | «Епізод 1» «Episode 1» | -       | -         | 28 липня 2023     |
| Пеямі п’є, щоб забути про свої проблеми, та приводить пару на весілля Димитрія та Есвет. Але коли церемонія починається, Пеямі зникає.                                 |   |                        |         |           |                   |
| 9 | 2 | «Епізод 2» «Episode 2» | -       | -         | 28 липня 2023     |
| Після бурхливої ночі Димитрій прокидається на самоті. Пеямі пропускає важливу зустріч, щоб побути з Джемре. Есвет і Пеямі сваряться. Трапляється трагедія.             |   |                        |         |           |                   |
| 10 | 3 | «Епізод 3» «Episode 3» | -       | -         | 28 липня 2023     |
| Пеямі відчуває тиск через необхідність представити нову колекцію. Арі погрожує замінити його. Димитрій ділиться новинами з родиною, чим засмучує Есвет.                |   |                        |         |           |                   |
| 11 | 4 | «Епізод 4» «Episode 4» | -       | -         | 28 липня 2023     |
| Димитрій розповідає Арі все, що знає про батьків Есвет. Офісна прибиральниця допомагає Пеямі пережити нервовий зрив. Мустафа зустрічає людину з минулого.              |   |                        |         |           |                   |
| 12 | 5 | «Епізод 5» «Episode 5» | -       | -         | 28 липня 2023     |
| Пеямі відвідує Османа й вимагає відповідей щодо його матері. Під час вечері Димитрій робить несподіване оголошення. Згодом він стає свідком шокуючої сцени.            |   |                        |         |           |                   |
| 13 | 6 | «Епізод 6» «Episode 6» | -       | -         | 28 липня 2023     |
| Прибираючи, Кумру знаходить предмет із минулого, через який Пеямі поринає в радісні спогади про дідуся. Есвет відвідує Кумру.                                          |   |                        |         |           |                   |
| 14 | 7 | «Епізод 7» «Episode 7» | -       | -         | 28 липня 2023     |
| Сповнений нових сил Пеямі ошелешує всіх новиною. Димитрій улаштовує з’ясування стосунків. Есвет зустрічається з Пеямі в ресторані, де минуле сходиться із сьогоденням. |   |                        |         |           |                   |
| 15 | 8 | «Епізод 8» «Episode 8» | -       | -         | 28 липня 2023     |
| Димитрій знищує річ, яка викликає болісні спогади про дитинство. Дізнавшись правду про своїх батьків, Пеямі озвучує її на презентації своєї нової колекції.            |   |                        |         |           |                   |

### Сезон 3 (2023)
| № | # | Назва                  | Режисер | Сценарист | Перший ефір у США |
| --- | - | ---------------------- | ------- | --------- | ----------------- |
| 16 | 1 | «Епізод 1» «Episode 1» | -       | -         | 3 листопада 2023  |
| Повернувшись додому після довгого відрядження, Пеямі бачить Есвет на вечірці, а Димитрій оголошує приголомшливу новину.                                          |   |                        |         |           |                   |
| 17 | 2 | «Епізод 2» «Episode 2» | -       | -         | 3 листопада 2023  |
| Перед обличчям неминучих подій засмучений Пеямі прощається з Есвет, тоді як Димитрій напивається та принижує свого батька.                                       |   |                        |         |           |                   |
| 18 | 3 | «Епізод 3» «Episode 3» | -       | -         | 3 листопада 2023  |
| Хитрий план батьків Пеямі виграє йому час на обміркування наступного кроку. Димитрія охоплює параноя, тому він звинувачує Арі, що той ним маніпулює.             |   |                        |         |           |                   |
| 19 | 4 | «Епізод 4» «Episode 4» | -       | -         | 3 листопада 2023  |
| Есвет і Пеямі знаходять час побути разом і приймають рішення. Але коли Димитрію не вдається поговорити з жодним із них, він починає щось підозрювати.            |   |                        |         |           |                   |
| 20 | 5 | «Епізод 5» «Episode 5» | -       | -         | 3 листопада 2023  |
| Поїздка наближається. Пеямі намагається зізнатись у всьому Димитрію, який шаленіє ще більше. Есвет більше не може терпіти ситуацію, що склалася.                 |   |                        |         |           |                   |
| 21 | 6 | «Епізод 6» «Episode 6» | -       | -         | 3 листопада 2023  |
| Зустріч Арі із сином на ранчо проходить дуже напружено. Пеямі допомагає приховати брехню Димитрія.                                                               |   |                        |         |           |                   |
| 22 | 7 | «Епізод 7» «Episode 7» | -       | -         | 3 листопада 2023  |
| Пеямі та Есвет натрапляють на Димитрія за тривожних обставин. Чоловіки згадують дитинство, а потім стається трагедія.                                            |   |                        |         |           |                   |
| 23 | 8 | «Епізод 8» «Episode 8» | -       | -         | 3 листопада 2023  |
| Пеямі намагається зрозуміти, що сталося, та отримує загадкове повідомлення, яке приводить його до давно знайомого місця. Есвет дізнається правду про свою сім’ю. |   |                        |         |           |                   |

## Нагороди
| Рік  | Премія                       | Категорія                 | Номінант       | Результат |
| ---- | ---------------------------- | ------------------------- | -------------- | --------- |
| 2023 | 49. Премія «Золотий метелик» | Найкращий інтернет-серіал | Кравець        | Номінація |
| 2023 | 49. Премія «Золотий метелик» | Найкращий актор           | Саліх Бадемчі  | Перемога  |
| 2023 | 49. Премія «Золотий метелик» | Найкращий актор           | Чагатай Улусой | Номінація |